# سانتياغو إشافاريا
سانتياغو إشافاريا (بالإسبانية: Santiago Echavarría)‏ هو لاعب كرة قدم كولومبي في مركز الهجوم، ولد في 25 يناير 1999 في ميديلين في كولومبيا. لعب مع نادي لاس فيغاس لايتس.